# لیگ برتر والیبال ترکیه
لیگ برتر والیبال مردان ترکیه بالاترین سطح حرفه‌ای والیبال در ترکیه است که توسط فدراسیون والیبال ترکیه برگزار می‌شود.

## عملکرد و دست آورد باشگاه ها
| تیم                            | قهرمانی | سال                                                                    |
| ------------------------------ | ------- | ---------------------------------------------------------------------- |
| Eczacıbaşı                     | 12      | ۱۹۷۶، ۱۹۷۸، ۱۹۷۹، ۱۹۸۰، ۱۹۸۱، ۱۹۸۲، ۱۹۸۳، ۱۹۸۴، ۱۹۸۵، ۱۹۸۶، ۱۹۹۰، ۱۹۹۱ |
| Halkbank                       | 5       | ۱۹۹۲، ۱۹۹۳، ۱۹۹۴، ۱۹۹۵، ۱۹۹۶                                           |
| Fenerbahçe                     | 4       | ۲۰۰۸، ۲۰۱۰، ۲۰۱۱، ۲۰۱۲                                                 |
| Galatasaray                    | 4       | ۱۹۷۱، ۱۹۸۷، ۱۹۸۸، ۱۹۸۹                                                 |
| آرچلیک                         | 3       | ۲۰۰۰، ۲۰۰۱، ۲۰۰۳                                                       |
| Erdemir                        | 3       | ۲۰۰۲، ۲۰۰۴، ۲۰۰۵                                                       |
| NETAŞ                          | 3       | ۱۹۹۷، ۱۹۹۸، ۱۹۹۹                                                       |
| İETT                           | 3       | ۱۹۷۲، ۱۹۷۳، ۱۹۷۴                                                       |
| Arkas                          | 2       | ۲۰۰۶، ۲۰۰۷                                                             |
| İstanbul Büyükşehir Belediyesi | 1       | ۲۰۰۹                                                                   |
| Boronkay                       | 1       | ۱۹۷۷                                                                   |